# Gobernación de Tambov
La gobernación de Tambov (en ruso: Тамбовская губерния) era una unidad administrativa del Imperio ruso, la República Rusa, y más tarde de la RSFS de Rusia con capital en la ciudad de Tambov. La gobernación estaba localizada entre 51°14' y 55°6' de latitud norte y entre 38°9' y 43°38' de longitud este. Era limítrofe al norte con las gobernaciones de Vladímir y Nizhni Nóvgorod, al este con las de Penza y Sarátov, al sur y el oeste con la de Vorónezh, al oeste con las de Oriol, Tula, y Riazán.

## Historia
La región incluyó en el del norte del gobierno estuvo resuelto por rusos durante los siglos más tempranos de la principalidad de Moscú, pero hasta el fin del siglo XVII los tramos fértiles en el del sur quedados demasiado insecure para settlers. En el siglo siguiente unos cuantos inmigrantes empezaron para entrar de la estepa, y landowners quién había recibido subvenciones grandes de tierra del tsars empezó para traer su servidumbre de Rusia central.
La gobernación fue creada en 1796 cuando  se reformó el virreinato de Tambov (naméstnichestvo), organizado en 1779. Las fronteras permanecieron sin cambios hasta 1926 cuando la mitad del norte de la gobernación fue segregada para crear las gobernaciones de Penza y Riazán. Debido a la reforma administrativa de 1928, la gobernación de Tambov fue dividida en tres ókrugs (distritos): Tambov , Kozlov, y Borisoglebsk. En 1937, una parte sustancial de la gobernación fue transformada en la óblast de Tambov y el resto en la de Vorónezh. Durante el periodo de la rebelión de Tambov (1920-1922) una parte de la gobernación se convirtió en la República de Tambov, una formación política separatista con Shendiapin como la cabeza del estado. Más tarde la república fue invadida por las fuerzas del Ejército Rojo.
En los años 1920, el etnólogo Piotr Petróvich Ivanov condujo unas excavaciones importantes que descubrieron evidencia de la cultura de mordvinos que habitaron el área en el primer milenio de nuestra era.

## División administrativa

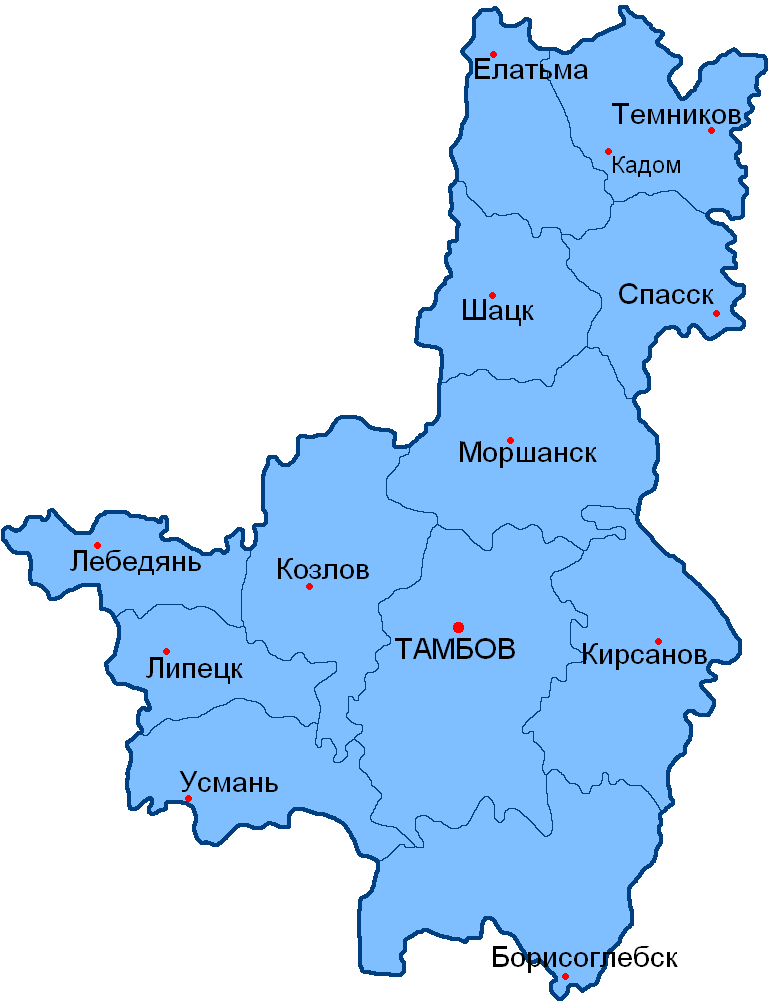
Divisiones administrativas de la gobernación de Tambov.

La gobernación estaba dividida en doce uyezds. En 1864, cuándo la "ley Zemstvo" fue aprobada, los uyezds y gobiernos recibieron cierto grado de autonomía a manos del zemstvo (consejo local).
- Borisoglebsk
- Kirsánov
- Kozlov
- Lebedián
- Lípetsk
- Morshansk
- Shatsk
- Spassk
- Tambov
- Témnikov
- Usman
- Yelatma

Las ciudades por encima de los 10 000 habitantes eran Tambov, Kozlov, Morshansk, Lípetsk, y Borisoglebsk.

## Demografía
La población de la gobernación consistía en gran parte (encima del 90%) de rusos étnicos con algunos mordvinos, meshchora (subgrupo étnico ruso extinto), y tártaros del Volga residiendo en el norte y noroeste. En 1825 los subbotniks rusos fueron expulsados de la gobernación por las autoridades mientras eran etiquetados como judíos.
Desde el siglo XVIII y hasta 1858 el gobierno ruso condujo las revisiones de población de alrededor 10 aquello estuvo documentado.
Según el censo imperial de 1897, la población de la gobernación constituyó 2.1% del total de la población entera del Imperio ruso, contabilizando unas 2 684 030 personas de las cuales 1 301 723 (48.5%) era hombres y 1 382 307 (51.5%) eran mujeres.
La población estimada en 1906 era 3 205 200.

### Composición étnica
La lista siguiente está basada en el censo imperial de 1897 con grupos étnicos que contaban al menos con 1000 personas.
- Rusos 2,562,677 (95.5%)
- Mordvinos 89,704 (3.3%)
- Tártaros 16,976 (0.6%)
- Ucranianos 5,884 (0.2%)
- Bielorrusos 2,406 (0.1%)
- Judíos 2,046 (0.1%)
- Polacos 1,836 (0.1%)
- Alemanes 1,244 (>0.1%)
- Otros 1,257 (>0.1%)

### Religión
Casi toda la población era seguidora de la fe ortodoxa oriental rusa (más del 95%) con un número insignificante de musulmanes y molokanes.

## Geografía
Tambov era uno de los gobiernos más grandes y más fértiles de Rusia central, extendiéndose de norte a sur entre las cuencas de los ríos Oká y Don, y teniendo a los gobiernos de Vladímir y Nizhni Nóvgorod al norte, Penza y Sarátov al este, Vorónezh al sur, y Oriol, Tula y Riazán al oeste. El río Oká tocaba la región por su parte noroeste, pero sus afluentes, el Moksha y el Tsna, eran importantes canales de tráfico. El río Don también apenas si tocaba Tambov, y de su afluentes ninguno excepto el Vorónezh, el Jopior y el Vorona, un afluente del Jopior, no eran navegables. Globalmente, solamente el norte de Tambov estaba bien drenado; en el sur, el cual estaba expuesto a vientos secos del sureste, se sentía mucho la humedad, especialmente en el distrito de Borisoglebsk. El clima era continental, y, a pesar de que la temperatura mediana en Tambov era 42 °F., el invierno era comparativamente frío (enero 13°; julio 68°). Los ríos quedan congelados por cuatro meses y medio. La tierra es fértil por todas partes; en el norte  es arcillosa y a veces arenosa, pero el resto del gobierno estaba cubierto de hojas, de un grosor de 2 a 3 pies, de tierra negra.